# 알렉산데르 볼시찬
알렉산데르 볼시찬(폴란드어 : Aleksander Wolszczan, 듣기 (도움말·정보), 1946년 폴란드 슈체치네크 출생)은 폴란드의 천문학자이다. 그는 첫 번째 외계 행성 및 펄사 행성을 발견한 사람이다.

## 생애
알렉산데르 볼시찬은 토룬 소재 니콜라우스 코페르니쿠스 대학을 졸업했다. 그는 1982년 미국에 가서 코넬 대학교와 프린스턴 대학교에서 일했다. 이후 펜실베이니아 대학교에서 천문학 교수가 된다. 1994년 볼시찬은 토룬 대학교의 교수이자 폴란드 과학 학회(PAN)의 일원이 된다.
그는 아레시보 천문대에서 데일 프레일과 함께 외계 행성의 존재에 대해 연구했고, 1990년 최초로 펄사 PSR B1257+12 주위를 도는 행성을 발견했다. 이 펄사 주위에는 행성이 두 개 있었으며 각각 지구 질량의 3.4배와 2.8배였다. 궤도장반경은 각각 0.36, 0.47 천문단위였다. 이 발견은 우리 태양계 외에 외부 세계에 행성계가 존재함을 공식적으로 입증하는 업적이었다.
볼시찬과 프레일은 연구 결과를 1992년과 1994년에 발표하였다. 초기 이 발표에 대해 일부 전문가들은 잘못된 관측일 것이라고 생각했지만, 현재 이 연구 결과는 검증되어 있는 상태다.
1996년 볼시찬은 미국 천문학 협회에서 비에트리스 틴슬리상을 받았고, 2002년 폴란드 내에서 발행된 우표의 도안으로 채택되기도 했다. 2003년 코낙키와 볼시찬은 두 개 행성의 궤도경사각을 알아냈고, 이들의 질량이 실제로는 각각 지구의 3.9배, 4.3배임을 발견했다.

## 참고 문헌
- 알렉산더 볼시찬, D.A. 프레일 : 밀리초펄사 PSR 1257+12의 행성계(A planetary system around the millisecond pulsar PSR 1257+12.) 네이처 355(6356):145-7, 1992-01-09
- 알렉산더 볼시찬, 밀리초펄사 PSR 1257+12를 도는, 지구 질량과 비슷한 행성들에 대한 검증(Confirmation of Earth-mass planets orbiting the millisecond pulsar PSR B1257+12.) 사이언스 264(5158):538-42, 1994-04-22.
- 고낙키, 볼시찬. PSR 1257+12 행성계 구성원들의 질량과 궤도경사각(Masses and Orbital Inclinations of Planets in the PSR B1257+12 System) 천체물리학 저널(Astrophysical Journal), Volume 591, Issue 2, pp. L147-L150, 2003.

## 같이 보기
- 펄사 행성
- 외계 행성
- 외계 행성이 확인된 항성 목록